# Всероссийский центр уровня жизни
Всероссийский центр уровня жизни, ВЦУЖ — научно-исследовательская организация, специализируется на комплексном изучении проблем уровня и качества жизни населения Российской Федерации. Крупнейшая компания на этом рынке. Создана в 1990 году. 100 % акций компании принадлежат государству.

## Описание
Всероссийский центр уровня жизни образован в соответствии с Постановлением Совета Министров РСФСР от 24 сентября 1990 года № 375 и приказом Министерства труда РСФСР от 28 сентября 1990 г. № 4. В 2008 г. Федеральное государственное унитарное предприятие "Всероссийский центр уровня жизни реорганизован в форме преобразования в открытое акционерное общество «Всероссийский центр уровня жизни» (Распоряжение Федерального агентства по управлению федеральным имуществом от 29 декабря 2007 г. № 4327-р). Всероссийский центр уровня жизни в соответствии с Уставом и законодательством Российской Федерации осуществляет различные виды деятельности. Основными из них являются следующие.

## Научно-исследовательская деятельность
Всероссийский центр уровня жизни проводит исследования и разрабатывает проекты по важнейшим направлениям современной социальной-экономической политики: обоснование направлений социальной политики и анализ социально-экономических последствий принимаемых решений и законодательных актов; разработка программ социально-экономического развития субъектов и городов Российской Федерации; исследование уровня и качества жизни различных групп населения в Российской Федерации и отдельных её регионах; анализ состояния рынка труда и разработка предложений по совершенствованию системы оплаты труда в бюджетной и производственной сфере, по обеспечению эффективной занятости и повышению конкурентной способности рабочей силы; исследование уровня, структуры и дифференциации доходов и потребления населения; проблемы бедности и расчёт бюджетов, в том числе прожиточного и воспроизводственного минимумов, как основы построения системы оплаты труда; разработка программ развития социальной инфраструктуры территорий; мониторинг и прогнозирование уровня жизни населения, изменения объёма и структуры потребления; совершенствование социальной политики корпоративных структур, в том числе в сфере оплаты труда и занятости высвобождаемой рабочей силы; разработка программного продукта расчёта бюджета разного достатка для субъектов Российской Федерации; разработка социальных нормативов оплаты труда работников отраслей и предприятий.

## Образовательная деятельность
При Всероссийском центре уровня жизни (ВЦУЖ) с 1999 года работает аспирантура по научной специальности 08.00.05 — Экономика и управление народным хозяйством (экономика труда) со сроком обучения 3 года по очной и 4 года по заочной форме обучения. Аспирантам ВЦУЖ предоставляется возможность активно участвовать в научных исследованиях центра по проблемам социальной политики; состояния рынка труда в регионах России, занятости, оплаты труда; социального партнёрства; уровня, структуры доходов и потребления; проблемам бедности, прожиточного минимума; социальной защиты населения; международного сопоставления уровня и качества жизни; хозяйственной деятельности предприятий и другим. Результаты научных исследований ВЦУЖ аспиранты могут использовать при подготовке диссертаций.
При ВЦУЖ имеется диссертационный совет по защите докторских и кандидатских диссертаций Д 224.001.01 по специальности 08.00.05 — Экономика и управление народным хозяйством (экономика труда), утверждённый Рособрнадзором, приказ № 2397—1863 от 07.12.2007. Состав диссертационного совета 19 человек, из них: 18 докторов наук, в том числе, 12 докторов экономических наук, 3 доктора социологических наук, 1 доктор философских наук, 2 доктора технических наук, 1 кандидат социологических наук .
дополнительное профессиональное образование (повышение квалификации и профессиональная переподготовка) по основным направлениям социально-экономической политики в Российской Федерации на современном этапе. В 2014 году центр реализовал ряд программ повышения квалификации в форме индивидуальной научной стажировки, а также выполнил обучение государственных гражданских служащих Российской Федерации

## Издательская деятельность

### Журнал «Уровень жизни населения регионов России»

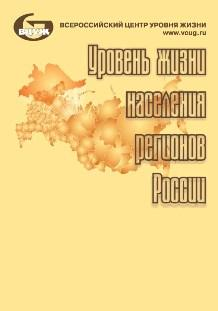

Журнал «Уровень жизни населения регионов России» включён в перечень ВАК (перечень ведущих рецензируемых научных изданий, в которых должны быть опубликованы основные научные результаты диссертации на соискание учёной степени доктора и кандидата наук). В нём публикуются результаты научных исследований и практических разработок ВЦУЖ как в регионах, так и по отраслям экономики и отдельным предприятиям. В каждом номере представлена актуальная статистика по федеральным округам и отдельным регионам. Журнал призван информировать об основных направлениях научной деятельности и её результатах в области уровня жизни населения регионов России, давать оценку и прогноз основных индикаторов доходов и уровня жизни населения, а также социально-экономического потенциала семей.
Журнал предназначен для широкого круга читателей, заинтересованных в решении проблем уровня и качества жизни в России: работникам органов исполнительной и законодательной власти на федеральном и региональном уровнях, органов по труду и социальной защите населения, профсоюзных и общественных организаций, государственных внебюджетных фондов, профильных научных организаций, преподавателям высших учебных заведений, студентам и аспирантам изучающих общественные и экономические дисциплины, представителям социально-ответственного бизнеса, консалтинговых и маркетинговых организаций.
Журнал поступает в Администрацию Президента Российской Федерации, Федеральное собрание, Правительство России. Среди подписчиков: министерства, научные организации и библиотеки России; органы власти Белоруссии, Украины, Таджикистана; библиотека конгресса США, синодальная библиотека и т. д.
Центр издаёт электронный журнал "Наука и социальное качество", зарегистрированный как средство массовой информации.

## Центр в СМИ
В еженедельнике «Аргументы и факты» № 28 (1705) опубликованы заметки генерального директора Всероссийского центра уровня жизни В. Н. Бобкова «Кому с 1 июля поднимут зарплату?»
В проекте «ГЛОБОСФЕРА» опубликовано интервью под наименованием «Общество коллективного взаимодействия» генерального директора ОАО «ВЦУЖ» В. Н. Бобкова
В еженедельнике «Аргументы и факты» под рубрикой «Деньги» опубликована позиция генерального директора Всероссийского центра уровня жизни Вячеслава Николаевича Бобкова по вопросу усиления классового неравенства в российском обществе
В еженедельнике «Аргументы и факты» (№ 20, 2013 г.) под рубрикой «Общество» опубликована позиция генерального директора ОАО «ВЦУЖ» Вячеслава Николаевича Бобкова, по поводу слишком большого, по мнению автора, количества праздников в России
В российском агентстве международной информации «РИА Новости» состоялся круглый стол на тему «Цены на продукты: влияние агропромышленного комплекса». В работе круглого стола принял участие и выступил генеральный директор ОАО «ВЦУЖ»
Ответ на вопросы читателей АиФ генеральным директором Всероссийского центра уровня жизни В. Н. Бобкова. «Ожидать ли повышения цен после прекращения чеканки монет в 1 и 5 копеек?»
Генеральный директор ОАО «ВЦУЖ» В. Н. Бобков. Пенсии выросли. А «голод» остался. Повышение пенсии не избавит россиян от бедности
21 января 2013 года на страницах «Российской газеты» были опубликованы материалы дискуссии по проблемам преодоления бедности в мире и в России, в которой принял участие генеральный директор ОАО «ВЦУЖ» В. Н. Бобков
21 января 2013 г. в Академии народного хозяйства и государственной службы при Президенте Российской Федерации состоялся круглый стол «Демография в России: рождаемость и семейная политика». Круглый стол вела заместитель Председателя Государственной Думы Российской Федерации Людмила Ивановна Швецова. В заседании круглого стола принял участие и выступил генеральный директор ОАО «Всероссийский центр уровня жизни», Вячеслав Николаевич Бобков
Генеральный директор Всероссийского центра уровня жизни в эфир на телеканале ТВЦ. «Для чего нужна потребительская корзина? Можно ли ориентироваться на неё при походе в магазин например? И достаточный ли список продуктов, товаров и услуг в ней учтен?»
29 ноября 2012 г. генеральный директор ОАО «ВЦУЖ» принял участие в программе «Особое мнение» радиовещательной компании «Радио России» . Состоялось обстоятельное обсуждение таких важных для сегодняшней России вопросов, как бедность, методы её оценки в мире, борьба с бедностью (недоступная ссылка)
Кого же в нашей стране надо считать бедными, а значит, направить на них усиленную долю государственной поддержки? Свою точку зрения на этот вопрос «Российской газете» высказали эксперт РАНХиГС Светлана Мисихина и генеральный директор Всероссийского центра изучения уровня жизни Вячеслав Бобков